# 袋井警察署
袋井警察署（ふくろいけいさつしょ）は、静岡県袋井市にある静岡県警察所管の警察署の一つ。

## 所在地
- 本署
  - 静岡県袋井市新屋二丁目4番地の5

## 所管区域
- 袋井市
- 周智郡森町

## 沿革
- 1873年（明治6年）12月 - 浜松県に番人が配置され、森町屯所が設置された。
- 1874年（明治7年）12月 - 浜松県の番人が縮小されたため、森町屯所は廃止された。
- 1876年（明治9年）9月 - 浜松県が廃止となり、静岡県と合併したことから、磐田郡見附宿字西坂に警察第5出張所が設置された。
  - 【管轄区域】磐田郡、周智郡、山名郡、豊田郡の大半、長上郡の一部
- 1877年（明治10年）2月 - 名称変更のため（「警察出張所及び屯所」は「警察署及び分署」へ）、静岡縣第5出張所は見附警察署に改称された。
- 1877年5月 - 周智郡森町村に見附警察署森町分署が設置された。
  - 【管轄区域】周智郡
- 1886年（明治19年）10月 - 見付警察署森町分署は森町警察署に昇格し、同時に見付警察署袋井交番所が同署袋井分署に昇格して森町警察署と併せ山名郡全域を管轄した。
- 1887年（明治20年） - この年から1893年（明治26年）にかけ、上山梨村ほか森町警察署管内の13村に巡査派出所が設置された。
- 1901年（明治34年）4月 - 周智郡奥山村奥山領家に森町警察署奥山分署が設置された。
- 1914年（大正3年）5月 - 見付警察署袋井分署が廃止され袋井町巡査部長派出所が設置された。
- 1940年（昭和15年）11月 - 見付・中泉両町が合併して磐田町となり、見付警察署は磐田警察署と改称された。
- 1948年（昭和23年）2月 - 警察法の施行により、磐田警察署が廃止され、自治体警察磐田町・袋井町・福田町・掛塚町警察署と国家地方警察南磐田地区警察署が設置された。同時に、森町警察署は廃止となり、自治体警察森町警察署と国家地方警察周智地区警察署が設置された。
  - 【管轄区域】袋井町警察署：袋井町
  - 森町警察署：森町
  - 国家地方警察周智地区警察署：周智郡のうち森町以外の2町9村
- 1951年（昭和26年）10月 - 警察法の改正により、袋井町警察署が廃止となり、国家地方警察南磐田地区警察署に編入された。同時に、森町警察署は廃止され、国家地方警察周智地区警察署に編入された。
- 1954年（昭和29年）7月 - 新警察法の施行により、国家地方警察周智地区警察署は廃止され、静岡県森警察署が設置された。同時に磐田市警察署と国家地方警察南磐田地区警察署は廃止され、静岡県磐田警察署が設置された。
- 1963年（昭和38年）1月 - 森警察署が管轄していた山梨町が袋井市と合併し、磐田警察署の管轄になった。
- 2007年（平成19年）4月 - 森警察署が管轄していた春野町が浜松市と合併し、天竜警察署の管轄になった。
- 2011年（平成23年）4月 - 袋井警察署新設に伴い、3月31日に森警察署は廃止され、森分庁舎となる。

## 分庁舎・交番・警察官駐在所

### 分庁舎
- 森分庁舎(周智郡森町森)

### 交番
- 浅羽交番(袋井市浅名)
- 中央交番(袋井市高尾町)
- 山梨交番(袋井市上山梨三丁目)

### 警察官駐在所
- 笠原警察官駐在所(袋井市岡崎)
- 三川警察官駐在所(袋井市友永)
- 天方警察官駐在所(周智郡森町大鳥居)
- 飯田警察官駐在所(周智郡森町飯田)
- 一宮警察官駐在所(周智郡森町一宮)
- 園田警察官駐在所(周智郡森町谷中)
- 三倉警察官駐在所(周智郡森町三倉)